# Léon Wieger
Léon Wieger (* 9. Juli 1856 in Straßburg; † 25. März 1933 in Sien-hsien, China) war ein französischer Theologe, Mediziner, Sinologe und Autor. Er gehörte dem Jesuitenorden an und arbeitete als Missionar in China.
Wieger leistete wichtige Beiträge zur Erforschung der chinesischen Volkskunde, des Buddhismus und des Daoismus. Die Werke des  Daoistischen Kanons wurden in der westlichen Sinologie für lange Zeit nach ihm gezählt.
Seine wichtigsten Werke sind heute online zugänglich.
Wieger hat auch ein Transkriptionssystem geschaffen, das er z. B. für seine Textes historiques verwendete; inzwischen wird es nicht mehr verwendet.

## Werke
- Taoïsme
  - Bd. 1 Bibliographie générale (1911)
  - Bd. 2 Les pères du système taoïste (1913) – Übersetzung der Texte Laozi, Zhuangzi und Liezi
- Bouddhisme chinois
  - Bouddhisme chinois, tome I : Vinaya, Monachisme et Discipline. Hinayana, Véhicule inférieur. 1910. Textes de la Chine. Les Humanités d’Extrême-Orient, Cathasia, série culturelle des Hautes Etudes de Tien-Tsin, Paris : LES BELLES LETTRES, édition de 1951, 480 pages.
  - Bouddhisme chinois, tome II : Les vies chinoises du Bouddha. 1913. Textes de la Chine. Les Humanités d’Extrême-Orient, Cathasia, série culturelle des Hautes Etudes de Tien-Tsin, Paris: LES BELLES LETTRES, édition de 1951, 278 pages.
- La Chine à travers les âges. Leçons 1-9, 122 pages. deuxième édition, imprimerie de Hien-hien, 1924.
- Histoire des croyances religieuses et des opinions philosophiques en Chine, avec illustrations. Première et deuxième périodes : jusqu’en 65 après J.-C.; Troisième et quatrième périodes : de 65 à nos jours. Deuxième édition, imprimerie de Hien-hien, 1922, 798 pages. Première édition, 1917.
- Folklore chinois moderne. Imprimerie de la mission catholique, 1909. 422 pages.
- Les pères du système taoïste: LAO-TZEU, LIE-TZEU, TCHOANG-TZEU (1913) Les Humanités d’Extrême-Orient, Cathasia, série culturelle des Hautes Etudes de Tien-Tsin, Paris : LES BELLES LETTRES, 1950, 522 pages.
- Rudiments. 4. Morale et usages. Imprimerie de la Mission catholique de l’orphelinat de T’ou-sé-wé, Chang-hai. Deuxième édition, 1905, 548 pages.
- Rudiments. 5 et 6. Narrations populaires. Imprimerie de la Mission catholique de l’orphelinat de T’ou-sé-wé, Chang-hai. Troisième édition, 1903, 786 pages.
- Textes historiques, Histoire politique de la Chine, tome I, pages 1-479. Imprimerie de Hien-hien, troisième édition, 1929. Une édition numérique réalisée par Pierre Palpant, bénévole, Paris.
- Textes historiques, Histoire politique de la Chine, tome I, pages 480-1068. Imprimerie de Hien-hien, troisième édition, 1929.
- Chinese Characters: Their Origin, Etymology, History, Classification and Signification. (Translated into English by L. Davrout, S.J.) New York: Paragon Book Reprint Corp. & Dover Publications, Inc. 1965 (ursprünglich erschienenen als 2nd edition, enlarged and revised according to the 4th French edition, Hsien-hsien: Catholic Mission Press, 1927.)